# Liste der Monuments historiques in Fleury-en-Bière
Die Liste der Monuments historiques in Fleury-en-Bière führt die Monuments historiques in der französischen Gemeinde Fleury-en-Bière auf.

## Liste der Bauwerke
| Bezeichnung                       | Beschreibung                  | Standort | Kennzeichnung | Schutzstatus | Datum     | Bild           |
| --------------------------------- | ----------------------------- | -------- | ------------- | ------------ | --------- | -------------- |
| Schloss                           | Erbaut ab dem 12. Jahrhundert | (Lage)   | PA00086964    | Classé       | 1947 1951 | weitere Bilder |
| Kirche Notre-Dame-de-l’Assomption |                               | (Lage)   | PA00086965    | Inscrit      | 1926      | weitere Bilder |

## Liste der Objekte

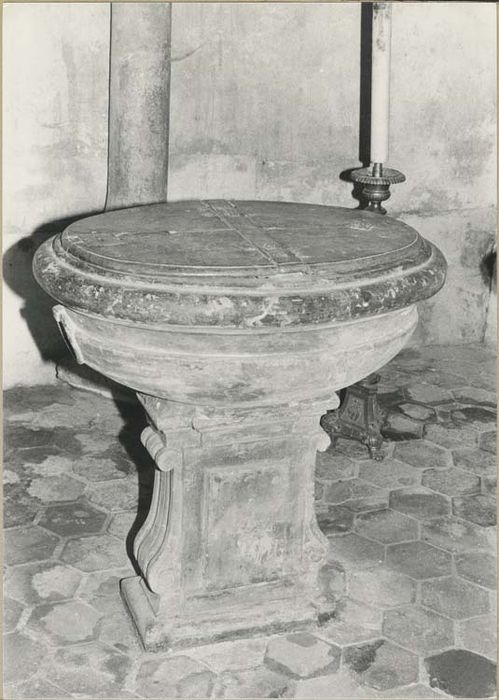
Taufbecken aus dem 18. Jahrhundert in der Kirche Notre-Dame-de-l’Assomption

- Monuments historiques (Objekte) in Fleury-en-Bière in der Base Palissy des französischen Kultusministeriums